# Carpinense Esporte Clube
O Carpinense Esporte Clube é um clube brasileiro de futebol, da cidade de Carpina, no estado de Pernambuco. Disputou o Campeonato Pernambucano de Futebol - Série A2 em 2010, mas em seguida, afastou-se das competições. 
Em 2012, houve um mal entendido por parte do Santa Cruz, o clube de Recife havia marcado um amistoso contra um clube da cidade de Carpina, mas a informação passada era de que esse amistoso seria contra o Carpinense Esporte Clube, quando na verdade a equipe que iria para o jogo seria o Carpina Sport Club, da mesma cidade, porém durante o Pré-Jogo, um radialista local percebendo a confusão, alertou os presentes, e por fim ocorreu tudo bem, as equipes entraram em campo e a partida terminou com o placar de 1 a 0 para o Santa Cruz.

## Desempenho em Competições

### Campeonato Pernambucano - Série A2
| Ano  | Posição            |
| 2010 | 12º(Vice-Lanterna) |

### Copa Pernambuco
| Ano  | Posição |
| 2009 | 8º      |

## Títulos

### Handebol
- Copa Carpina de Handebol 2015